# リーフアクアリウム

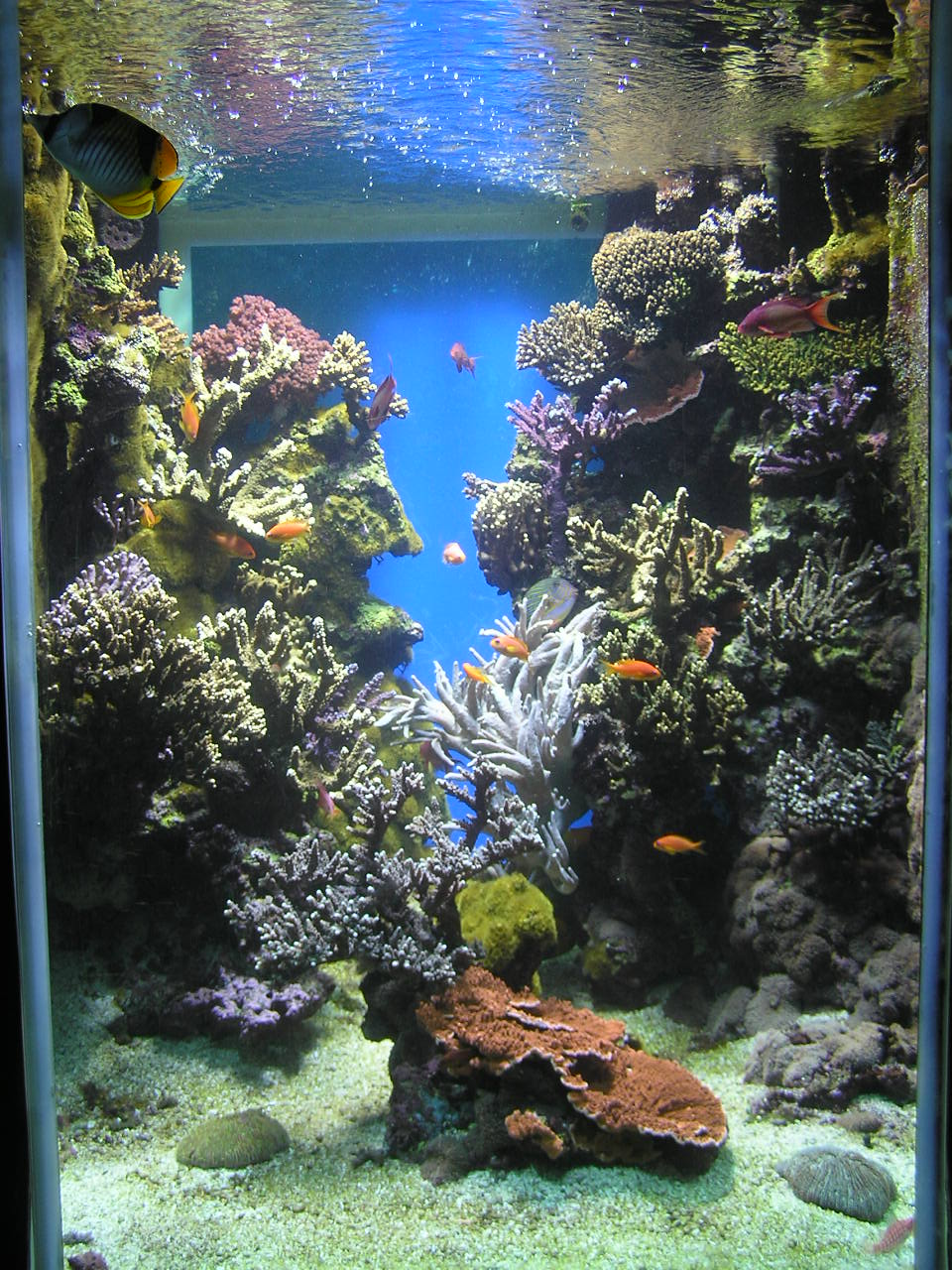

リーフアクアリウム (Reef aquarium) とは、海水魚などの海棲生物群を水槽で飼育するマリンアクアリウムのうち、特に珊瑚礁の生物群を飼育することを目的としたものである。
ミドリイシなど飼育難度の高い造礁サンゴの飼育が民間ホビーレベルで可能になったのは、日本国内では1990年代になってからとされる。しかし、その後も愛好家たちの試行錯誤が続いた結果、モナコ式やベルリン式を母体とした各種の飼育方法が確立されるに至った。
単に海水魚を飼育したり、一部の丈夫なサンゴ類を飼育したりする場合と異なり、ミドリイシは貧栄養（特に硝酸イオン）、高照度、高カルシウムイオン濃度、高KH（炭酸塩濃度）、低リン酸イオン濃度、変動の少ないpHや水温（特に高温に弱い）など、閉鎖環境である水槽内ではなかなか実現しにくい水質を要求する。
これらはプロテインスキマーやカルシウムリアクター、メタルハライドランプ、水槽用クーラー、ライブロックなど、さまざまなアイテムを併用することで実現しうる。現在では適切な装備があれば比較的容易に飼育できるばかりか、ミドリイシ類を増殖させたり産卵させたりすることも可能である。
リーフアクアリウムの人気の理由として、その高いコレクション性が挙げられる。ミドリイシは多くの種が存在するだけでなく、環境による形態の変異、特に色彩のバリエーションが著しいため、単に飼育難度の高い生物を飼育したいという欲求を満たすだけでなく、観賞用としても格別の美しさを誇る。同じクローンでも飼育者の水槽が変化すれば刻々と色彩が変化したり形状が変わるなど、現在では「ミドリイシを飼育できるか」よりも、「ミドリイシをいかに状態良く美しく飼育するか」に趣味の比重が移っているといって良い。これはまた、他のアクアリウムでは類を見ないほどの飼育者同士の友好・結束を生み出している。また、サンゴ類を専門的に扱う販売店も存在する。
その一方、自然界では滅多に存在しないきわめて美しい個体が高値で売買されるようになり、密漁・密売者も後を絶たず多くの検挙者が出た。一般に考えられているほどサンゴ類は稀少な生き物ではないものの、その行き過ぎは必ず生態系に悪影響を与えることが容易に予想され、現在では養殖された個体が多く市販されている。
むろん、リーフアクアリウムの目的は造礁性サンゴの飼育だけに留まらない。珊瑚礁は熱帯雨林を優に超える、地球最大の豊かな生態系の舞台であり、ミドリイシが状態良く生育する水槽では多くの生物群を簡単に、より本来の姿に近い形で飼育できる。一例を挙げると、シャコガイやヒョウモンダコなどの軟体動物、ヤドカリやカニ、エビなどの節足動物、海藻や海草、ナマコやウニなど、そして多くの熱帯魚である。
水槽で飼育できるサイズの熱帯魚では、その餌がプランクトンレベルの微小さを要求したり、あるいはサンゴそのものを摂食するものも珍しくない。リーフアクアリウムでは、従来のシステムでは難しかったそれらの魚類をも比較的容易に飼育可能となった。